# V539 Возничего
V539 Возничего (лат. V539 Aurigae) — одиночная переменная звезда в созвездии Возничего на расстоянии (вычисленном из значения параллакса) приблизительно 14873 световых лет (около 4560 парсеков) от Солнца. Видимая звёздная величина звезды — от +16,6m до +16,05m.

## Характеристики
V539 Возничего — жёлтая пульсирующая переменная звезда типа Дельты Щита (DSCT) спектрального класса G. Эффективная температура — около 5207 K.